# Louis-Aimé Cosmao Dumanoir
Pour les articles homonymes, voir Cosmao et Dumanoir (homonymie).
Louis-Aimé Cosmao Dumanoir (10 août 1783 à Brest - 8 septembre 1864 à Lorient) est un officier de marine français du XIXe siècle, ancien élève de l'École polytechnique, contre-amiral, préfet maritime.

## Biographie

### Un marin très précoce
Louis-Aimé Cosmao Dumanoir, né à Brest le 10 août 1783, mort à Lorient le 8 septembre 1864, est le fils de Guillaume Cosmao Dumanoir (1752-1813), frère du futur amiral Julien Cosmao Kerjulien, secrétaire des Commandements de la Marine, à Brest, et de Marie Josèphe Siviniant (1760–1832). Dès son plus jeune âge, il ressent une vocation maritime qui est favorisée par son père. À treize ans, il embarque comme novice sur le Malabar.
Le 12 janvier 1799, il est admis à l'École polytechnique, alors qu'il n'a pas 16 ans ; il est sans doute le plus jeune jamais admis dans cette école. Sur sa fiche de l'École Polytechnique, il est décrit ainsi : « taille 1,63 m, cheveux châtain, yeux gris, front haut, visage ovale, menton rond. » Il en sort, en 1801, comme aspirant de 1re classe et embarque sur le Jemmapes, commandé par son oncle Julien Marie Cosmao-Kerjulien, et fait campagne de Brest à Saint-Domingue.

### Dans le sillage de son oncle Cosmao Kerjulien
Dès ce moment, sa vie se lie à celle de son oncle. Pendant treize ans, il va sans interruption, prendre sa part des dangers de la navigation de son parent et assister à tous les combats, à tous les hauts faits qui ont rendu célèbre l'amiral Cosmao-Kerjulien. 
Il rentre à Brest, en août 1802, puis embarque sur le Mont Blanc qui rejoint la Méditerranée. 
En mars 1805, nommé enseigne de vaisseau auxiliaire, il suit son oncle sur le Pluton et participe à toute la campagne de l'escadre de l'amiral Villeneuve et à tous les épisodes fameux où son oncle s'est illustré : prise du Rocher du Diamant (2 juin 1805), bataille du Cap Finisterre (22 juillet 1805), bataille de Trafalgar (21 octobre 1805) et action du surlendemain au large de Cadix. Son oncle, dans une lettre adressée à son frère Guillaume (1er janvier 1806), loue la conduite de Louis-Aimé au cours de la bataille : « Aimé (sic) sera un jour un grand officier ». Il sollicitera pour lui la Légion d'Honneur en 1814 dans une lettre de recommandation au ministre en rappelant sa conduite à Trafalgar : « Dans le combat du 21 octobre 1805, il rendit des services signalés, en réorganisant la batterie de 18 que le feu de l'ennemi avait fait taire. »
Il est nommé enseigne de vaisseau à titre définitif, après la bataille. Il rejoint ensuite l'escadre de la Méditerranée, à Toulon, où son oncle, promu contre-amiral, commande une division. Il lui sert en quelque sorte d'aide de camp (adjudant) jusqu'en 1814. Il participe ainsi à toutes les actions de ce dernier en Méditerranée contre les Anglais. Il est promu lieutenant de vaisseau en 1808. 
En 1812-1813, il sert un moment avec son oncle dans l'escadre de l'Escaut à Anvers. En 1814, lorsque son oncle quitte la Méditerranée, il reste à Toulon où il commande successivement les flûtes la Caravane et la Ciotat.

### La disgrâce
Après la chute de Napoléon en 1815, en disgrâce, il est affecté à un poste à terre, à Lorient, jusqu'en 1819, où il embarque enfin à nouveau, sur le brick le Silène, puis la Duchesse du Barry et fait campagne aux Antilles (1819 – 1820). Louis-Aimé épouse, le 5 juillet 1819, Mélanie Mancel (1791 - 1863), fille de René Mancel (1735-1807) et de Jeanne Le Gouardun (1758-1838). Louis-Aimé reste ensuite affecté à terre à Lorient jusqu'en 1823, année où, après quinze ans passés dans le grade de lieutenant de vaisseau, il est promu capitaine de frégate, alors qu'il avait été proposé pour ce grade dix ans auparavant. Il embarque alors sur la Vénus et commande le brick-goélette l'Aigrette, de 1824 à 1827.

### Champollion se rend en Égypte
Commandant la corvette l'Eglée, il accueille à son bord, à Toulon, le 28 juillet 1828, le savant égyptologue Jean-François Champollion et son équipe d'« explorateurs ». Louis-Aimé dont Champollion vante « l'amabilité, les bons propos et les excellentes manières », lui offre courtoisement sa cabine de commandant. Ils cinglent vers Alexandrie qu'ils atteignent le 18 août après que les passagers, séduits par « l'extraordinaire gentillesse du commandant Cosmao Dumanoir », lui aient souhaité son anniversaire, le 10 août. L’Eglée rentre en France et Champollion demande de « faire dire toute sorte de bien au Ministre de la Marine » de Monsieur Cosmao Dumanoir « notre excellent commandant ».

### Poursuite de sa carrière sous Louis-Philippe
Louis-Aimé est promu capitaine de vaisseau, le 7 novembre 1828. Il commande la goélette la Comète (entre Toulon et Malte), puis la frégate la Junon, puis l’Artémise, pendant l'expédition d'Alger, en juillet 1830, où il reste comme commandant de la Marine à Alger. 
Il exerce ensuite sans discontinuer, de 1832 à 1839, le commandement de diverses frégates en Méditerranée puis, en 1840, celui du vaisseau le Friedland, à Cherbourg, puis en Méditerranée.
Promu contre-amiral, le 1er août 1842, il est Major du port de Toulon et remplit pendant plus d'une année les fonctions de préfet maritime par intérim en 1846-1847.

### Préfet maritime de Lorient
Il est nommé préfet maritime de Lorient, en 1847. Lors de la révolution de 1848, il refuse l'accès de l'arsenal au commandant de la garnison locale qui voulait proclamer la République, arguant qu'il avait reçu ses pouvoirs de l'État et que s'il devait les exercer dans ces conditions, il demandait à être relevé de ses fonctions. Il est effectivement relevé de ses fonctions et mis à la retraite, le 31 août 1848. 
Commandeur de la Légion d'honneur, chevalier de l'ordre de Saint-Louis, il a alors 65 ans et totalise plus de 50 ans 1⁄2 de services, dont plus de la moitié à la mer (soit 12 ans 1⁄2 en paix et 13 ans 1⁄2 en guerre).

### Retraite à Lorient
Il achète alors une propriété dans les faubourgs de Lorient baptisée « Le Verger » qui échut en héritage à son petit-fils Eugène Cosmao Dumanoir, disparu sur le Bouvet aux Dardanelles en 1915 et qui donna son nom à un boulevard de Lorient. La propriété, maintenant en pleine ville, fut cédée à la Ville de Lorient en 1971 qui l’a transformée en un établissement pour adultes handicapés, baptisée « Villa Cosmao ». Le parc est un jardin public : le jardin Cosmao Dumanoir.
Son fils, Edmond Cosmao Dumanoir, épousera sa cousine Marie Orcel, arrière-petite-fille de son oncle Julien Cosmao-Kerjulien, unissant ainsi les deux branches de la famille. 
Louis-Aimé meurt le 8 septembre 1864. Il est enterré au cimetière de Carnel, à Lorient.

### Sources et bibliographie
- Biographie du contre-amiral Louis-Aimé Cosmao Dumanoir par Émile Mancel (tirage limité à 25 exemplaires) 1900
- Philippe Cosmao Dumanoir : "Va de bon cœur L'amiral Cosmao Kerjulien (1761 1825)" L'Harmattan 2017